# Провансальский диалект

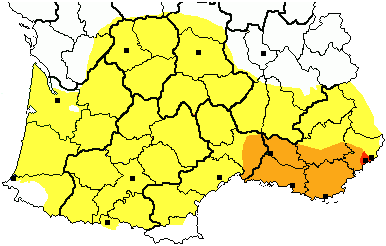
Оранжевым — провансальский диалект на фоне остальных окситанских диалектов.

Прованса́льский диале́кт (провансальское наречие; фр. Provençal, окс. Prouvençau [pʀuveⁿsˈaw] в мистральской орфографии или Provençau в классической орфографии) — одно из наречий окситанского языка распространён прежде всего в Провансе и в восточной части департамента Гар. Количество носителей — более 100 000 человек (1999).
На западе Прованса существует движение, считающее, что провансальский — это отдельный язык, а не диалект окcитанского.
Слово «провансальский» также, особенно до середины XX века, применяется к общей совокупности окситанского языка. В частности, это относится к текстам в словаре «Сокровища фелибрства, провансальско-французский словарь, охватывающий различные диалекты языка ок» и в «Провансальско-французском словаре, или Словаре языка ок» Симона-Жюда Оннора,, а также в фундаментальных трудах Жюля Ронжа «Опыты синтаксиса современных провансальских наречий» и «Историческая грамматика современных провансальских наречий». Тем не менее, термин используется отдельными лингвистами для обозначения окситанского языка. Эта синонимия также поддерживается историком Эмманюэлем Ле Руа Ладюри.

## Особенности провансальского диалекта
Бо́льшая часть лингвистических особенностей провансальского диалекта относительно других окситанских диалектов проявляется к XVII веку. К ним относятся:
- огласовка конечных -l и их превращение в [w], в то время, как финальное -l обычно сохраняется в окситанском: (fil → fiu, mèl → mèu, sal → sau, martèl → martèu)
- частая, хоть и не обязательная вокализация конечных -lh en [w] (solelh → soleu)
- дифтонгизация ударных ò, в отличие от гасконского и лангедокского диалектов (òs → ues, porto → pouorto)
- отсутствие бетацизма, то есть сохранение различия между фонемами [b] и [v], что характерно также для северо-окситанского, в то время, как в лангедокском и гасконском диалектах они путаются
- сохранение произношения финальной [n] с частичной назализацией предшествующей ей гласной, что встречается лишь в ограниченном количестве случаев в иных диалектах (pichon → [piˈt͡ʃũᵑ], ср. с [piˈt͡ʃu] в лангедокском диалекте)
- бо́льшая часть обусловленных этимологически и морфологически финальных согласных не произносится. Это в частности касается финальных -s, обозначающих множественное число существительных и прилагательных, которые либо исчезают, либо заменяются на -(e)i, в отличие от других диалектов окситанского (lei bèlei filhas → l(e)i bèll(e)i fiho). Безударное финальное -es произносится как [es] в глаголах (tenes [t’enes]) и как [e] в остальных случаях (son paures [sump’awɾe])
- определённый артикль множественного числа обладает одной и той же формой как для мужского, так и для женского рода: lei [lej/li] (leis [lejz/liz] перед гласной)

## Кодификация, стандартизация, письменность
В провансальском диалекте существуют две конкурирующие письменные системы, в результате различия между которыми может также несколько различаться и произношение.
- Мистральская норма, которая стремится максимально сблизить письмо и произношение. Изначально эта норма была создана Жозефом Руманилем и распространена при активном участии нобелевского лауреата 1904 года Фредерика Мистраля. Эта норма использовалась движением фелибров с момента его создания в 1854 году (упоминается в его уставе 1911 года), а также более современными движениями, такими, как Parlaren. С 2006 года действует Совет по мистральскому правописанию (окс. Consèu de l'Escri Mistralen), задачей которого является поддержание и уточнение орфографической нормы[12]. Часто мистральскую норму сравнивают с роданской, однако исследования Пьера Вулана показывают наличие большого количества морфологических различий между устным роданским и письменным провансальским[13].
- Классическая норма, общая для всех диалектов окситанского, продвигалась с конца XIX века провансальцем Симоном-Жюдом Оннора, лимузенцем Жозефом Ру и лангедокцами Проспером Этьё и Антоненом Пербоском. Кодификация разных диалектов проводилась между 1935 для лангедокского[14] и 1960-х годов для северо-окситанского; в конце XX века была доработана для аранского и цизальпийского. Традиционное письмо было адаптировано к современному языку лингвистом Робером Лафоном (1951, 1972) из института окситанских исследований (окс. Institut d'Estudis Occitans) и дополняется с 1996 Окситанским языковым советом (окс. Conselh de la Lenga Occitana)[15]. Этот вариант также используется в двуязычных (французский и окситанский) школах и коллежах, находящихся в Провансе (Оранж, Ним).

Мистральское написание является преобладающим на территории распространения всех диалектов окситанского — им пользуются 90—95 % носителей языка. Однако применительно к провансальскому диалекту ситуация несколько иная: к востоку от реки Видурль столь же абсолютно превалирует классическая орфография.

### Сравнение различных норм

#### Одинаковое написание, одинаковое произношение
| Французский | Мистральское написание | Классическое написание | Произношение (МФА) | Русский перевод |
| ----------- | ---------------------- | ---------------------- | ------------------ | --------------- |
| ciel        | cèu                    | cèu                    | [ˈsɛw]             | небо            |
| grand       | grand                  | grand                  | [ˈgʀaⁿ]            | большой         |

#### Различное написание, одинаковое произношение
| Французский  | Мистральское написание | Классическое написание | Произношение (МФА)       | Русский перевод    |
| ------------ | ---------------------- | ---------------------- | ------------------------ | ------------------ |
| boire        | béure                  | beure                  | [ˈbewɾe]                 | пить               |
| eau          | aigo                   | aiga                   | [ˈajgɔ]                  | вода               |
| femme        | femo, fremo            | femna, frema           | [ˈfeⁿnɔ, ˈfemɔ, ˈfɾemɔ ] | женщина            |
| feu          | fiò / fue              | fuòc / fuec            | [ˈfjɔ] [ˈfɥe]            | огонь              |
| honneur      | ounour                 | onor                   | [uˈnu]                   | честь, достоинство |
| hommes (pl.) | ome                    | òmes                   | [ɔme]                    | мужчины (мн. ч.)   |
| jour         | jour                   | jorn                   | [ˈdʒuʀ, ˈdzuʀ]           | день               |
| ligne        | ligno                  | linha                  | [ˈliɲɔ]                  | линия              |
| manger       | manja                  | manjar                 | [maⁿˈdʒa]                | есть, кушать       |
| Mireille     | Mirèio                 | Mirèlha                | [miˈrɛjɔ]                | Мирей (имя)        |
| Nice         | Niço (Niça, Nissa)     | Niça                   | [ˈnisɔ (ˈnisa)]          | Ницца              |
| occitan      | óucitan                | occitan                | [u(w)siˈtaⁿ]             | окситанский        |
| Occitanie    | Óucitanìo              | Occitània              | [u(w)sitaˈniɔ]           | Окситания          |
| petit        | pichoun                | pichon                 | [piˈtʃuⁿ]                | маленький          |
| Provence     | Prouvènço              | Provença               | [pʀuˈvɛⁿsɔ]              | Прованс            |
| provençal    | prouvençau             | provençau              | [pʀuveⁿsˈaw]             | провансальский     |
| terre        | terro                  | tèrra                  | [ˈtɛʀɔ]                  | земля              |
| taille       | taio                   | talha                  | [ˈtajɔ]                  | размер, рост       |

#### Одинаковое написание, различное произношение
| Французский | Мистральское написание, МФА          | Классическое написание, МФА  | Русский перевод |
| ----------- | ------------------------------------ | ---------------------------- | --------------- |
| août        | avoust [aˈvus]                       | avost [aˈvus] ou aost [aˈus] | август          |
| janvier     | janvié [dʒaⁿˈvie]                    | genier [dʒeˈnje]             | январь          |
| juillet     | juliet [dʒyˈlje]                     | julhet [dʒyˈje]              | июль            |
| machine     | machino (галлицизм) [maˈtʃinɔ]       | maquina [maˈkinɔ]            | машина          |
| particulier | particulié (галлицизм) [paʀtikyˈlje] | particular [paʀtikyˈlaʀ]     | отдельный       |
| service     | service (галлицизм) [seʀˈvise]       | servici [seʀˈvisi]           | услуга          |
| téléphone   | telefone (галлицизм) [teleˈfɔne]     | telefòn [teleˈfɔⁿ]           | телефон         |

## Комментарии
1. ↑  Согласно энциклопедии Larousse Архивная копия от 27 января 2011 на Wayback Machine: «[Окситанский] язык подразделяется на три географические части: северо-окситанский (лимузенский, овернский, виваро-альпийский), средне-окситанский — наиболее близкий к средневековому языку (лангедокский и провансальский в узком понимании термина) и гасконский (к западу от Гаронны).»
2. ↑  Согласно энциклопедии Encarta Архивировано 3 октября 2009 года.: «Различаются несколько диалектальных областей внутри окситанского [...] К востоку от гасконского и к югу от северо-окситанского имеется третья область, средне-окситанский, включающая в себя лангедокский, прованскальский и ниццский. Грамматической особенностью провансальского является исчезновение финальных согласных.»
3. ↑  Что опирается на диссертацию Филиппа Бланше, Le provençal, essai de description sociolinguistique différentielle Архивная копия от 25 октября 2017 на Wayback Machine, Peeters, 1992, которая представляет собой компиляцию некоторого количества социолингвистических теорий, выставляя на первый план «языковое сознание и привычки носителей и исследователей», полностью отбрасывая другие, такие как двуязычие, см. Ph. Blanchet, op. cit. Stephen Wurms, в «Атласе языков мира, находящихся под угрозой исчезновения», UNESCO, 1996 и в его переиздании онлайн 2009 года не различаются провансальский и окситанский — он входит в общее число диалектов языка ок, наряду с овернским, гасконским, лангедокским, лимузенским и виваро-альпийским.